# Konrad Kuene van der Hallen

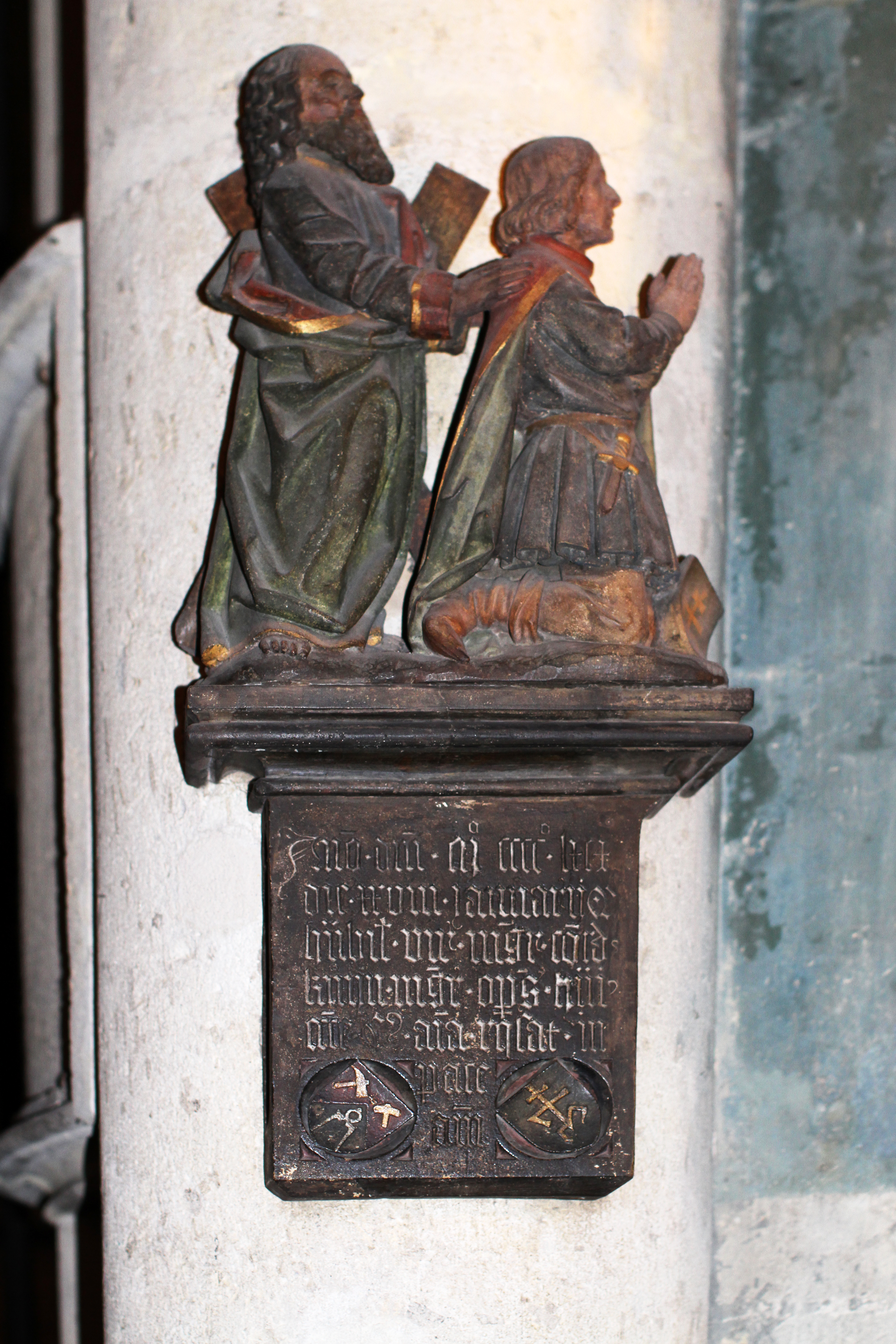
Epitaph des Dombaumeisters im Dom zu Köln

Konrad Kuene van der Hallen (* 1400 oder 1410 in Straßburg oder Köln; † 28. Januar 1469 wahrscheinlich in Köln; auch Koene, Coene, Kuen, Kuyn) war ein bedeutender deutscher Steinbildhauer und Kölner Dombaumeister.

## Person
Konrad Kuene van der Hallen war der Sohn von Coyngina von Franckenhoeven aus dessen Ehe mit Haidwich. Er hatte noch einen Bruder Heinrich van der Hallen und verlobte sich mit Styngin van Bueren, der Tochter des Hilgin von Vlysteden, wodurch er als Schwager Meister Johann von Bueren, dem „Steinmetz und Werkmann unserer Herren der Stadt Köln“ (Stadtbaumeister) erhielt. Aus der Ehe ging Johann Kuene van der Hallen hervor, der 1466 erstmals im Bauhüttenbund erwähnt wurde. Konrad Kuene van der Hallens Name tauchte im Mai 1443 erstmals in den Schreinsbüchern der Stadt Köln auf, als seine Frau Styngin an einer Erbauseinandersetzung über ein Haus in der Streitzeuggasse und zweier Häuser rheinwärts beteiligt war. Seine Mutter Haidwich erklärte im Oktober 1445, dass sie eine Erbschaft zu ihren Gunsten an ihre Söhne Heinrich und Konrad abtrete. Bereits im März 1447 verkaufte Konrad und den von seinem Bruder erhaltenen Erbanteil.
Die Eheleute van der Hallen erbten zudem im Mai 1445 ein Viertel eines Hauses in der Trankgasse neben dem Haus „Groß-Geldern“ gegenüber der Treppe zum Kreuzschiff des Domes vom am 16. Mai 1445 verstorbenen Dombaumeister Nikolaus van Bueren. Nach Eigentumsübergang im Juni 1452 veräußerten die Eheleute das Anwesen an seinen Schwager, dem Stadtbaumeister Johann von Bueren. In diesen Eintragungen wurde Konrad Kuene van der Hallen als „Werkmeister zurzeit am Dom zu Köln“ bezeichnet. Eine letzte Eintragung im Schreinsbuch erfolgte im Februar 1458, als Konrad Kuene van der Hallen wegen einer Forderung von 500 oberländischen rheinischen Goldgulden eine – heute Sicherungshypothek genannte – Beschlagnahme zu Lasten des Eigentums von Johann von Kneichtgyn in der Trankgasse eintragen ließ. Im Dezember 1444 erhielt er („Conrait Coene“) mit anderen die Ratsherrenwürde.

## Leben
Als Steinmetzgeselle soll Konrad ins Burgund und nach Lyon gekommen sein und bei Jacques Morel, einem Nachfolger des Bildhauers Claus Sluter, gearbeitet haben. Der, mit dem Notnamen: „Meister des Mariaschlaf-Altars“ benannte Künstler des gleichnamigen Werkes im Frankfurter Dom gilt als sein Lehrer. Beeinflusst wurde er wohl von den Malern Jan van Eyck und Stefan Lochner.
Nach den Wanderjahren heiratete er Styngin van Bueren. 1444 ist er als Ratsherr bezeugt, 1445 wird Konrad Dombaumeister. An seinen Tod am 28. Januar 1469 erinnert ein Epitaph im Kölner Dom (unter der Orgel)
Das von Leonard Ennen angegebene Todesjahr 1445 ist falsch: „Meister Konrad Kuyn ist ein Bildhauer und Dombaumeister gewesen und anno 1445 verstorben.“ Es handelt sich wahrscheinlich um das Antrittsjahr als Dombaumeister, denn der vorherige Dombaumeister Nikolaus van Bueren verstarb in jenem Jahr.

## Leistungen

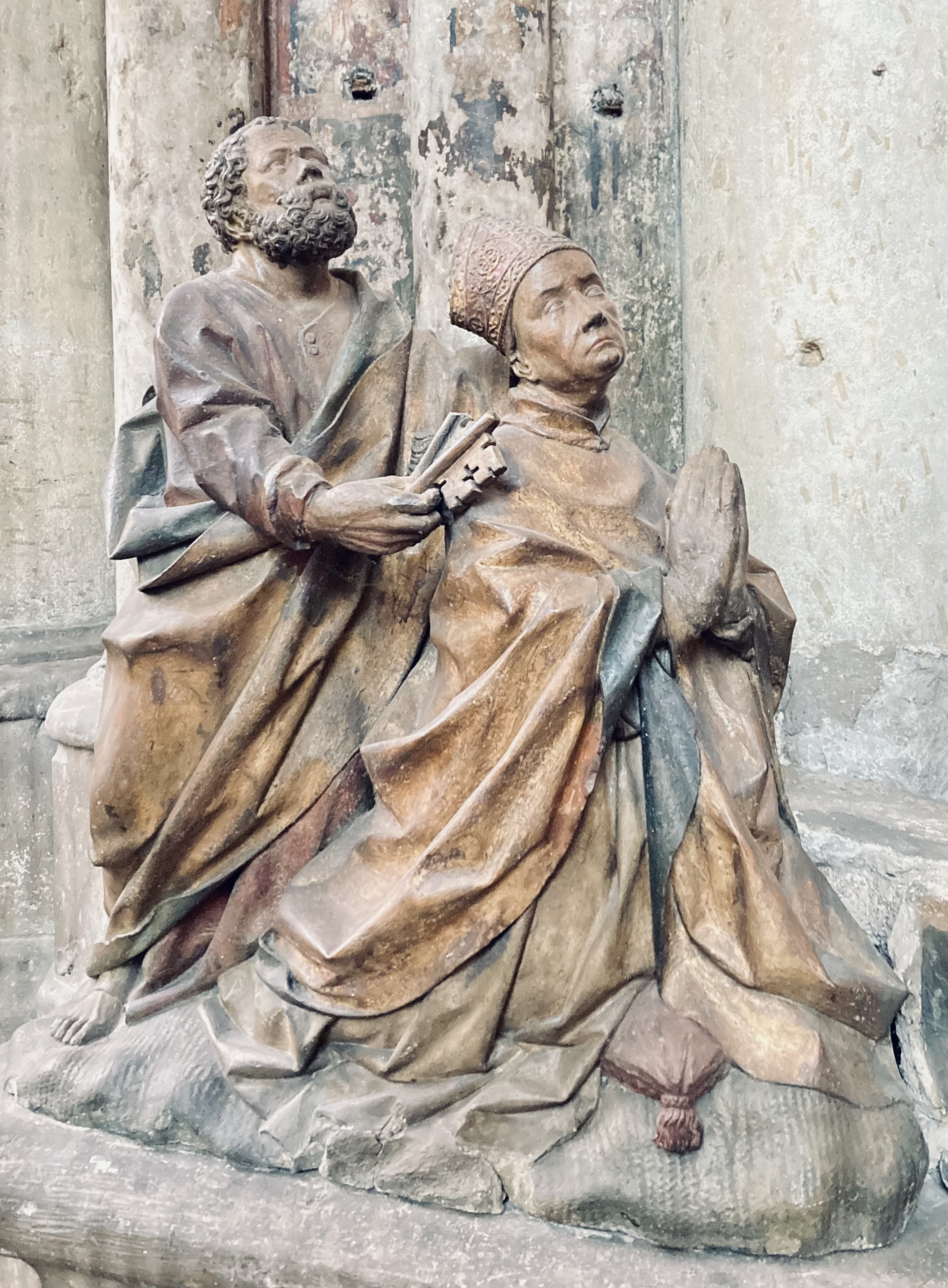
Konrad zugeschrieben: Epitaph des Erzbischofs Dietrich II. von Moers

Konrad gilt als einer der bedeutendsten Steinbildhauer seiner Zeit. Sein Andenken war in Köln bis ins 17. Jahrhundert gegenwärtig. Konrad „hat ansehnliche Bilder in Stein gehauen und dieselben sowohl innerhalb wie außerhalb der Domkirche aufgerichtet.“ Er arbeitete in erster Linie als Steinbildhauer für private Auftraggeber. Als solcher ist er ein Vertreter des so genannten weichen oder schönen Stils. Seine Auftraggeber wollten nicht mehr als idealtypische Masken, sondern als wiedererkennbare individuelle Personen dargestellt werden. Konrad hat möglicherweise die Tradition der Darstellung eines Mohren als Mitglied der Drei Könige begründet. Der frühere Dombaumeister Arnold Wolff nimmt an, dass die realistische Darstellung des Afrikaners wohl auf die Begegnung mit einem Sklaven zurückgehe, den der Erzbischof von einer Italienreise mitgebracht haben könnte.
Für den Bau des Kölner Doms begann zu dieser Zeit bereits das Geld auszugehen. Konrads Anteil am Dombau ist nicht gesichert. Möglicherweise ließ er Teile der nördlichen Langhaus-Seitenschiffe errichten, das nordwestliche Atrium des alten romanischen Doms abreißen sowie die Fundamente und das Sockelgeschoss für den Nordturm anlegen, der erst beim Weiterbau im 19. Jahrhundert fertiggestellt wurde.
Die Steinmetzenbruderschaft erkannte ihm und „alle sine Nachkumen glicher wise“ auf ihren Tagsatzungen 1459 in Regensburg und 1463 in Speyer das Obermeistertum über das Gebiet von Norddeutschland zu.
Konrad Kuene van der Hallen verstarb am 18. Januar 1469 und erhielt im Dom ein Denkmal an der Eingangssäule in der nördlichen Nebenhalle des Chores, das jedoch 1843 bei Aufräumarbeiten entfernt wurde. Nachfolger im Amt des Dombaumeisters wurde sein Sohn Johann Kuene van Franckenberg.
Nach dem verstorbenen Dombaumeister wurde in der wilhelminischen Zeit wegen der Begeisterung für die Domvollendung in Köln-Nippes die 1896 angelegte Kuenstraße benannt.

## Werke

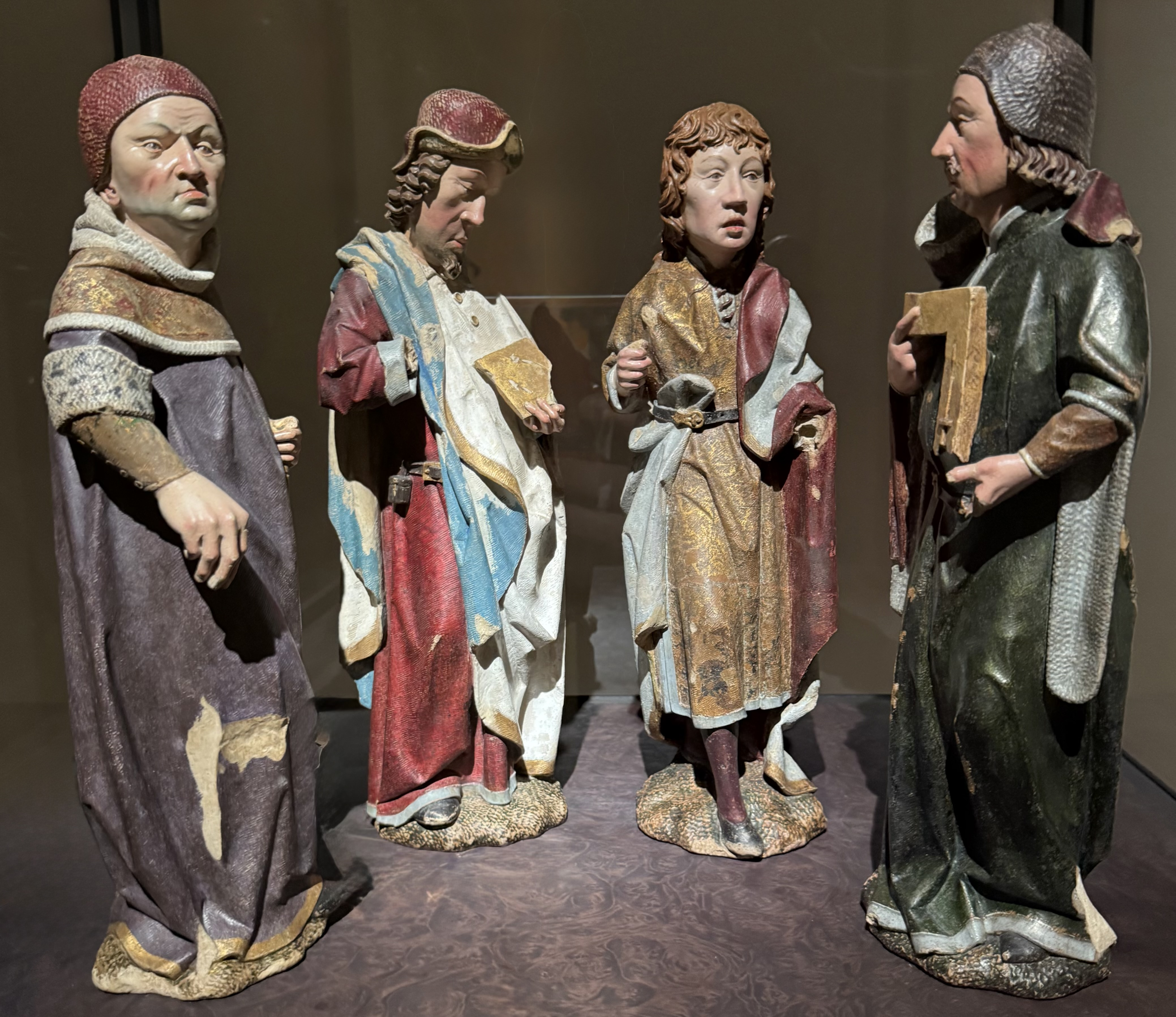
Vier Gekrönte

- Vier GekrönteSakramentshaus, in der Sakramentskapelle des Kölner Doms[7]
- Grablegung Christi, Frankfurter Dom um 1435
- Verkündigungsgruppe, St. Kunibert (Link zur Abbildung), Köln 1439 (Zuordnung zum Künstler umstritten) und Pieta, ebenda.
- Marientod, Würzburger Dom um 1440
- Vier Gekrönte, spätgotische Sandsteinskulpturen (Kolumba, Diözesanmuseum, Köln), 1445[13] als Epitaph für Nikolaus von Bueren.[14]
- Lettnerfiguren, ehem. Stiftskirche Hirzenhain um 1448?
- Sakramentshäuschen, Propsteikirche Kempen 1461/62
- Grabmal des Dietrich II. von Moers († 1463), Kölner Dom
- Lettnerfiguren, St. Maria im Capitol, Köln 1464?